# Touria Chaoui

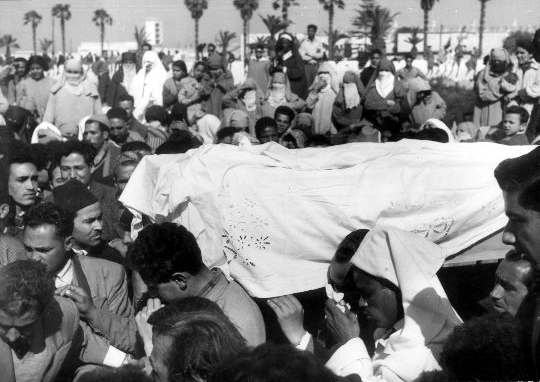
Touria Chaoui. Casablanca. 1956. Multitudinaria despedida.

Touria Chaoui (تورية الشاوي )  (Fez, 14 de diciembre de 1936 - 1 de marzo de 1956) fue una aviadora marroquí. 
Con 16 años se convirtió en el primer piloto de Marruecos.

## Juventud
Nació el 14 de diciembre de 1936 en la ciudad de Fez, Marruecos. Cursó sus estudios de educación primaria en An-Najah en poder de los nacionalistas, finalizando en 1949. Continuó la secundaria y cursos de taquigrafía árabe hasta el año de 1949 para los cuales se mudó a Túnez. Touria mostró un especial interés por el mundo aeronáutico desde temprana edad. 
A la edad de trece años tuvo un papel pequeño en una película "La séptima puerta" del cineasta francés André Zwobada dicha incursión se desarrolló con la ayuda de su progenitor Abdelwahed Chaoui el cual fue escritor, director y actor.

## vida
Abdelwahed Chaoui apoyó las aspiraciones de su hija matriculándola en la escuela Tit Mellil de Casablanca, aunque fue difícil en un principio debido a que Marruecos se encontraba en una situación de protectorado y dichos estudios estaban reservados para la élite francesa de aquella época y para el género masculino. Finalmente en el año de 1952 y con dieciséis años se convirtió en la primera piloto mujer en Marruecos y segunda del mundo árabe tras la egipcia Loftia Elnad.
A lo largo de la historia han existido un sinnúmero de mujeres que han buscado desarrollarse dentro del campo aeronáutico como la icónica Amelia Earhart, Geraldine Hardman  y Alia TwaL l la primera mujer instructora en la zona de Jordania.
Como ellas existen muchas mujeres formándose en la actualidad gracias a organizaciones como la Amelia Earhart Memorial Scholarships and Awards (AEMSF).
Touria se tituló a una temprana edad como piloto recibiendo infinidad de felicitaciones, en particular de las organizaciones conformadas por mujeres. Recibiendo hasta fotografías autografiadas como la de Jaqueline Auriol, quien fue piloto de pruebas y nuera del presidente francés Vincent Auriol.
Cuando Mohammed V volvió a Marruecos de su exilio, Touria voló soltando panfletos de bienvenida sobre el barrio de Touarga. Posteriormente fue recibida en el palacio real de Rabat por el Sultán y las princesas Aicha y Malika.

## Muerte
El 1 de marzo de 1956 mientras volvía de una asociación de trabajo social, fue asesinada frente a la casa de su familia con un tiro en la cabeza. Se culpó a Ahmed Touil.
Existieron varias teorías, algunas hacían referencia a la inhóspita situación que las mujeres vivían en aquella época al querer ejercer ciertos derechos o que Ahmed estaba enamorado de ella. Finalmente las causas reales nunca fueron aclaradas.